# スポッち!
『スポッち！』（スポッち！）は、2014年5月7日から2023年3月25日まで東北放送（TBCテレビ）で放送されていたスポーツ情報番組である。2018年4月7日から2023年3月25日までは、『サタデーウォッチン!』の差込み番組として放送。
番組開始から2016年9月までは、『地元スポーツ応援団スポッち！』（じもとスポーツおうえんだんスポッち！）のタイトルで放送。本項で併せて記述する。

## 概要
2013年まで同局で放送されていた『EVER SPORTS』に代わるスポーツ情報&エンターテインメント番組で、宮城県のプロスポーツチームである楽天イーグルス、ベガルタ仙台、仙台89ERSを中心に、『EVER SPORTS』ではこれまであまり取り上げることの少なかった宮城のアマチュアスポーツの話題についても取り上げ、お笑い芸人のパンサー、爆笑コメディアンズが出演することでエンターテインメント要素も含めている。
2016年10月から放送枠を毎週土曜日の10:25 - 10:55に移動したことを機に、番組タイトルを『スポッち!』、司会を小島よしおと守屋周（東北放送アナウンサー）に変更。2017年4月1日からは、熊谷望那（守屋の後輩アナウンサー）が司会兼中継リポーターとしてレギュラー陣に加わった。
2018年3月31日に、単独番組としての放送を終了。翌週（4月7日）からは、『サタデーウォッチン!』にスポーツニュース枠扱いで内含されるとともに、同番組の司会者やコメンテーターが出演するようになった。内含化当初の司会は黒田直樹（当時は東北放送のスポーツアナウンサー）で、小島は（当番組を含めた）『サタデーウォッチン!』全般の中継リポーターに転じていたが、2020年4月から司会陣へ加わったことを機に当番組へのスタジオ出演を再開。内含化を機に降板していた熊谷も、2021年4月から『サタデーウォッチン!』の司会へ起用されたことに伴って、当番組への出演を再開した。なお、黒田は2022年3月に『サタデーウォッチン!』を降板したうえで翌4月に東北放送を退社したため、4月以降は小島と熊谷が当番組を進行している。
2023年3月25日を以って、『サタデーウォッチン!』の終了に伴い、『スポッち!』も最終回を迎えた。これにより、2014年5月7日にスタートした『地元スポーツ応援団』時代を含めて、9年間の歴史に幕を閉じたが、2023年4月より日曜深夜枠において『ヒーローインタビュー』が実質的な後継番組として放送されている。

## 放送時間の変遷
| 期間    | 期間    | 放送時間 （日本時間）   | 放送分数 | 備考 |
| ------- | ------- | ----------------------- | -------- | --- |
| 2014.05 | 2014.06 | 水曜日19:00 - 19:56     | 56分     | 楽天イーグルスのナイター中継予定の場合、本番組は休止となり18時56分から直前ミニ番組『もうすぐスポッち!』が放送されていた。 |
| 2014.07 | 2015.03 | 水曜日18:55 - 19:50     | 55分     | 『もうすぐスポッち!』を廃止・統合した為に放送時間が5分早くなった。                                                        |
| 2015.04 | 2016.03 | 月曜日18:55 - 19:54     | 59分     | 2015年度は月曜日に放送。                                                                                                  |
| 2016.04 | 2016.09 | 水曜日18:55 - 19:50     | 55分     | 再び水曜日に放送。 |
| 2016.10 | 2018.03 | 土曜日10:25 - 10:55     | 30分     | 30分番組に縮小。 |
| 2018.04 | 2020.03 | 土曜日10:00頃 - 10:30頃 | 30分     | 『サタデーウォッチン!』に内包。                                                                                           |
| 2020.04 | 現在    | 土曜日13:10頃 - 13:40頃 | 30分     | 『サタデーウォッチン!』に内包。                                                                                           |

## 出演者（2022年4月から）

### 司会
いずれも『サタデーウォッチン!』の司会と兼務
- 小島よしお（単独番組時代の2016年3月から『よしおのビバモン』のリポーターを兼務）

単独番組時代の後半（2016年10月 - 2018年3月）にも司会を担当。『サタデーウォッチン!』への内包化当初（2018年4月 - 2020年3月）は、中継のリポートに専念していた。2020年4月から『サタデーウォッチン!』の司会へ昇格したことに伴って、当番組へのスタジオ出演を再開。
- 熊谷望那（東北放送アナウンサー）

単独番組時代の終盤（2017年4月 - 2018年3月）にも司会を担当。『サタデーウォッチン!』への内包化を機にいったん降板していたが、同番組の司会陣へ加わった2021年4月から出演を再開している。

### コメンテーター（2021年4月から2023年3月）
毎週出演
いずれも『サタデーウォッチン!』との兼務扱いで、2020年4月から出演。
- 龍崎孝（流通経済大学教授で、元・TBSテレビ報道局解説委員およびJNNN三陸支局長）
- 犬山紙子（宮城県名取市出身のコラムニスト）
- 萌江（宮城県石巻市出身・在住のシンガーソングライター）

不定期出演
- 山村宏樹（プロ野球解説者で元・東北楽天ゴールデンイーグルス投手）
- 鉄平 (プロ野球解説者で元・東北楽天ゴールデンイーグルス外野手およびコーチ）
- 葛和伸元（元全日本女子バレーボールチーム監督、現仙台ベルフィーユ監督）
- 手倉森浩（元・ベガルタ仙台ヘッドコーチ）
- 平瀬智行（ベガルタ仙台のアンバサダーで元・選手）
- 杉山賢人 (元・東北楽天ゴールデンイーグルスコーチ、単独番組時代の2016年10月29日放送分から出演)
- 中村真人（元・東北楽天ゴールデンイーグルス外野手）
- 萬代宏樹（元・ベガルタ仙台選手）

### リポーター
- 若林翔子（夫は東北楽天ゴールデンイーグルス職員で元・投手の梅津智弘）

2021年からは、東北楽天ゴールデンイーグルスが制作するホームゲーム中継のリポーターを兼務。
- 茜ゆりか (夫は元・ベガルタ仙台選手の石川直樹)

### スポッち!応援マネージャー
- 各プロ・アマチュアチームのチアリーダー

### 過去の出演者
司会
- 守屋周（東北放送アナウンサー）

単独番組時代にナレーションを兼務しながら担当。スポーツアナウンサーでもあるため、『サタデーウォッチン!』への内包後も不定期で出演している。
- 菅生翔平（出演の時点では東北放送アナウンサー、番組の開始から2016年3月まで）
- 粟津ちひろ（同上、番組の開始から2016年9月までナレーターを兼ねながら担当）
- 山村宏樹（前述）

キャスターを務めていた『EVER SPORTS』から続投。前述したように、司会を降板してからも、野球解説者として不定期で出演している。
- 黒田直樹（出演の時点では東北放送のスポーツアナウンサーで、『サタデーウォッチン!』の司会と兼務）

レギュラー
- パンサー
  - 向井慧
  - 尾形貴弘（宮城県東松島市の出身）
  - 菅良太郎

2015年3月までは隔週生出演だったが、2015年4月より毎週生出演となった。
- トータルテンボス
  - 大村朋宏
  - 藤田憲右
- 名久井麻利（東北放送アナウンサー）

『サタデーウォッチン!』内包化当初の同番組司会者。2021年3月に司会を降板するまで出演していたが、当番組にはレギュラーコメンテーターの1人として登場していた。
準レギュラー（不定期出演）
- 佐藤修（出演の時点では東北放送アナウンサー）
- 爆笑コメディアンズ（よしもと宮城県住みます芸人）
  - 秀作
  - 半澤（宮城県名取市出身）

2015年3月まではパンサーと隔週でスタジオ生出演だったが（パンサーは毎週VTRで登場する。）、2015年4月からは不定期出演となった。
- 安倍昌彦

「流しのブルペンキャッチャー」との異名を持つスポーツジャーナリストで、アマチュア野球の事情に詳しいことから、プロ野球ドラフト会議関連の企画を放送する場合に出演。
- 永井怜  (元・東北楽天ゴールデンイーグルス投手）

東北楽天ゴールデンイーグルスのジュニアコーチ時代（2016 - 2019年）に「プロ野球解説者」として出演した後に、2020年からコーチとしてトップチームに復帰。
リポーター
- 伊藤晋平（担当の時点では東北放送アナウンサー）

在職中はスポーツアナウンサーとして活動していたが、2022年10月に東北放送を退社。

## コーナー
- よしおのビバモン 〜明日リートを探せ‼︎〜（土曜昼前枠に移動した2016年10月より）

### 過去のコーナー
- パンサーの押忍!勝手に応援団 (番組開始時から)
- トータルテンボスの押忍!勝手に応援団（2016年4月から9月28日まで）
- 山村宏樹のバチこい
- 特集スポッち
- 週間スポッち
- ちからこ部
- 私をリオに連れてって  (2016年5月25日から9月28日まで)

宮城県内から日本代表として2016年リオデジャネイロオリンピックに参加する選手や指導者を若林などが取材。
- 黒田企画 クロダッシュ

『サタデーウォッチン!』に内包された2018年4月から、黒田が司会を降板する2022年3月まで放送。

## イベント
2014年5月22日に東北楽天ゴールデンイーグルス対横浜DeNAベイスターズのセ・パ交流戦で、東北放送開局55周年記念特別番組・企画としての協賛試合『スポっちDAY』を開催する予定になっていたが、試合が雨天中止となった。同試合では本番組出演者によるトークショーや記念撮影会も予定されていたが、これも取りやめになった（試合自体は22日に延期されたが、その日の東北放送では放送予定がないため、イベントの延期はしない）。このため、当日は18:30 - 18:55に『スポっち!特別編』を放送し、19時台は通常時レギュラー放送していないTBS制作の『トコトン掘り下げ隊!生き物にサンキュー!!』を放送した。

## その他
- 2014年からは、東北放送がテレビで放送する東北楽天ゴールデンイーグルス戦中継に、『スポッち!スペシャル』というタイトルを付けている。
- 2015年11月23日には、楽天イーグルスファン感謝祭を楽天Koboスタジアム宮城（当時の本拠地球場名）内の「イーグルスドーム」から中継していたところ、ベッキー扮する木部さんが突然乱入するというハプニングがあった。ベッキーは当時『ニンゲン観察バラエティ モニタリング』（TBSテレビ制作の全国ネット番組）のMCを務めていたことから、この模様は同年12月24日放送の『モニタリングスペシャル』内で放送された[3]。
- 全日本実業団対抗女子駅伝競走大会が宮城県内で2015年から毎年11月の最終日曜日に「クイーンズ駅伝 in 宮城」として開催されることに伴って、東北放送が大会を主催しながらテレビ・ラジオ中継の制作業務に携わっていることから、大会前日の当番組では「クイーンズ駅伝スペシャル」を編成。日比麻音子（TBSテレビアナウンサー）が同局の女性アナウンサーから初めて駅伝中継の実況陣（テレビ中継における中継所担当）に加わった2021年以降の大会前日には、日比と増田明美（テレビ中継の総括解説担当）をスタジオに迎えたうえで、大会や中継の見どころを紹介している。